# Menat (nástroj)

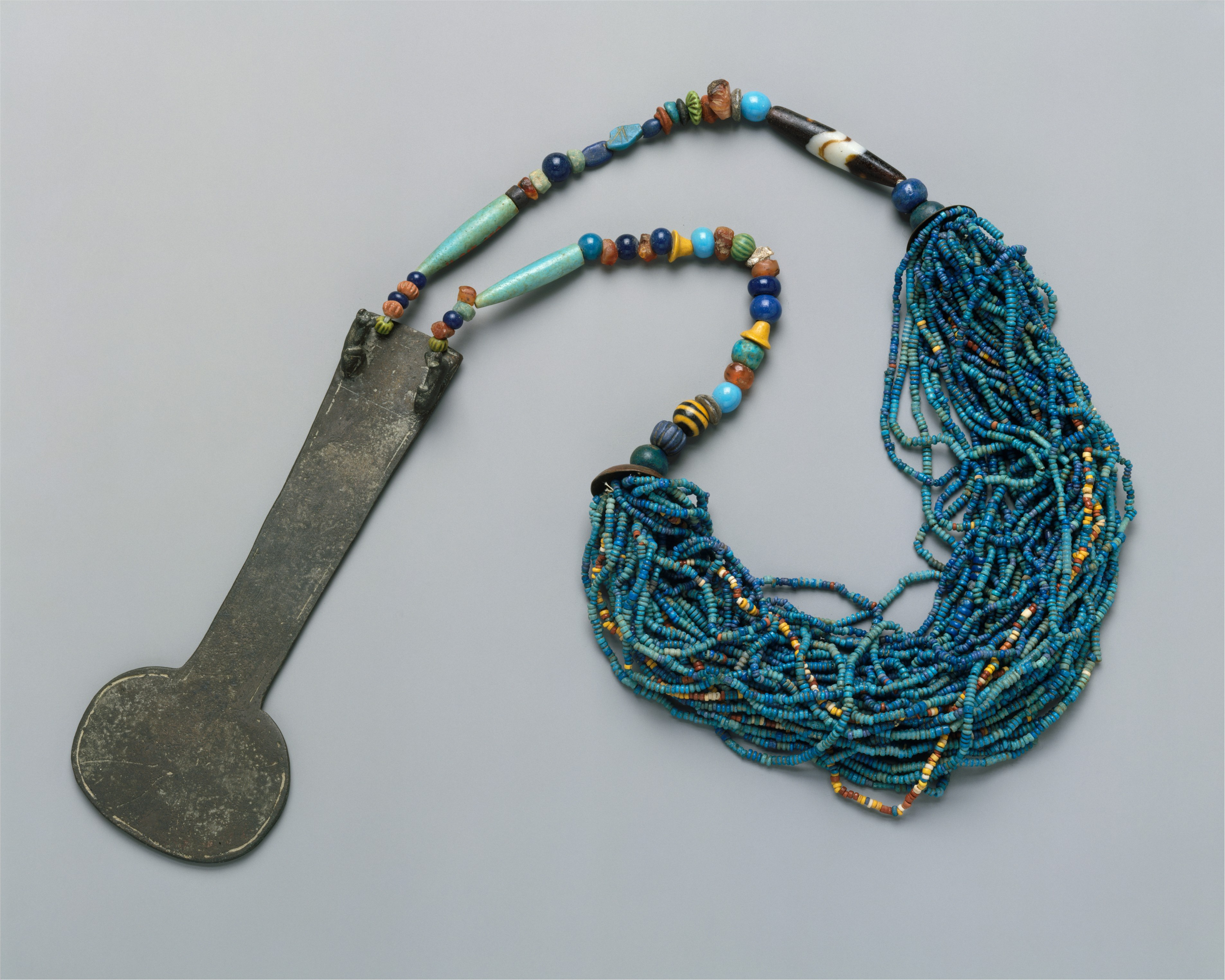
Náhrdelník v podobě menatu z konce 18. dynastie

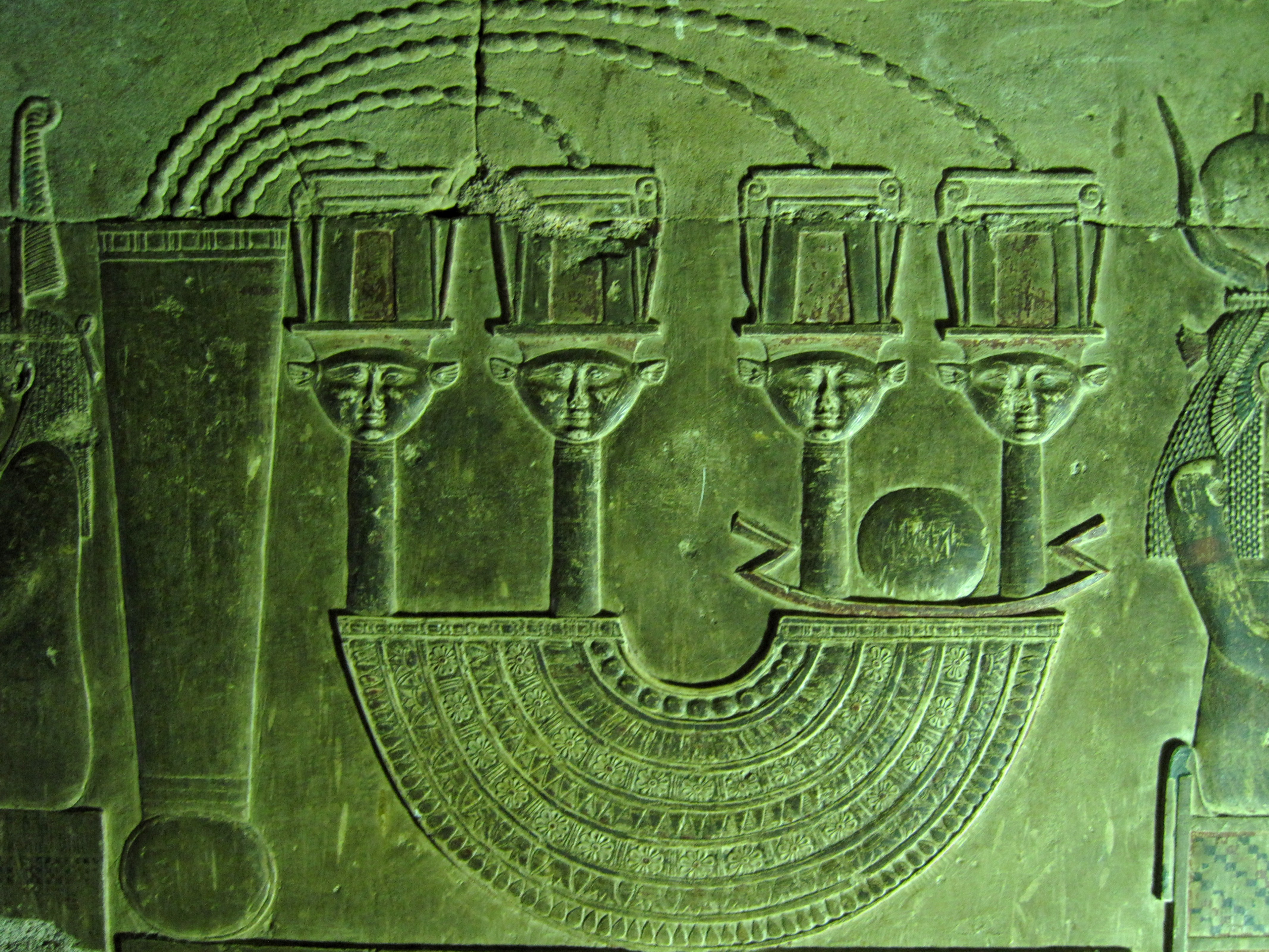
Náhrdelník v podobě menatu z reliéfu v chrámu Hathor v Dendeře

Menat (v egyptštině mnj.t) je v egyptském náboženství posvátný náhrdelník a hudební nástroj úzce spjatý s Hathorou podobně jako sistrum.
Kněžky bohyně Hathor tento předmět držely v ruce a používaly jej jako chrastítko. Často se menat také nosil jako ochranný amulet.
Částí menatu byl štítek zvaný aigis s navázanými šňůrkami korálků. Tento náhrdelník měl zajišťovat štěstí, zdraví a plodnost (spojitost s Hathorou) a chránit před zlými duchy.